# Gréta Juhász
Gréta Éva Juhász (* 16. März 2002 in Tatabánya, Ungarn) ist eine ungarische Handballspielerin, die für die ungarische Nationalmannschaft aufläuft.

## Karriere

### Im Verein
Juhász spielte ab dem Jahr 2014 Handball beim ungarischen Verein Túrkevei VSE und schloss sich im darauffolgenden Jahr dem Orosházi NKC an. Im Sommer 2017 wechselte Juhász zur Nemzeti Kézilabda Akadémia (kurz NEKA), eine von Lajos Mocsai initiierte nationale Handballakademie. In der Saison 2020/21 lief die Rückraumspielerin für den Erstligisten Szent István SE auf, für den sie 34 Erstligatore warf. Anschließend schloss sie sich dem Ligakonkurrenten Kisvárdai KC an. Im Sommer 2024 wechselte sie zum Erstligisten Váci NKSE.

### In Auswahlmannschaften
Juhász gehörte dem Kader der ungarischen Jugendnationalmannschaft an, mit der sie bei der U-17-Europameisterschaft 2019 den Titel gewann. Anschließend lief Juhász für die ungarische Juniorinnenauswahl auf, mit der sie bei der U-19-Europameisterschaft 2021 die Goldmedaille und bei der U-20-Weltmeisterschaft 2022 die Silbermedaille gewann. Sie bestritt am 8. April 2023 ihr Länderspieldebüt für die ungarische A-Nationalmannschaft gegen Island. Juhász gehörte im selben Jahr dem ungarischen Aufgebot bei der Weltmeisterschaft an. Sie erzielte im Turnierverlauf acht Treffer. Bei der Europameisterschaft 2024 gewann sie die Bronzemedaille.